# Ghiacciaio Marvodol
Il ghiacciaio Marvodol (in inglese  Marvodol Glacier) è un ghiacciaio lungo 9,3 km e largo 3,7, situato sulla costa di Fallières, nella parte sud-occidentale della Terra di Graham, in Antartide. In particolare, il ghiacciaio si trova a sud del ghiacciaio Kashin, a nord del ghiacciaio Forbes e a est-sudest del ghiacciaio Bucher, e da qui fluisce verso sud, fra lo sperone Shapkarev e le cime Rudozem, per poi dirigiersi ad ovest presso le torri Stanhope ed entrare infine nel fiordo Zampa di cane (in inglese:"Dogs leg fjord").

## Storia
Il ghiacciaio Marvodol è stato così battezzato dalla Commissione bulgara per i toponimi antartici in onore del villaggio di Marvodol, nella Bulgaria occidentale.